# 기러기
기러기(영어: wild goose)는 몸이 크고 몸빛은 암갈빛을 띠며 부리 밑부분은 노란 새이다. 목은 길고 다리는 짧다. 깃털은 방수가 되어 물이 스며들지 않는다. 날개는 길고 뾰족하며, 다리는 짧고 발에 물갈퀴가 있다. 몸무게는 1.5-4kg이다. 논·밭·저수지·해안·습지 또는 개펄 등지에 내려앉으며, 하천가와 하천의 섬에서도 볼 수 있다. 벼·보리·밀 및 연한 풀·종자 등을 먹는다. 북반구의 북부에서 번식하고 겨울에 남쪽으로 이동한다. 전 세계에 14종이 알려져 있으며, 대한민국에는 흑기러기·회색기러기·쇠기러기·흰이마기러기·큰기러기·흰기러기 등이 알려져 있다. 이른 봄에 북극권의 번식지로 이동해서 짝짓기를 하며 가을에는 에너지를 절약하기 위해 V자 모양으로 큰 무리를 이루어 이동한다. 거위는 기러기를 식용으로 가금화한 종이다.

## 문학 속의 기러기
나희덕은 시〈기러기 떼〉에서 기러기 떼가 날아가는 것을 보면서 고달픈 삶을 살았던 어린 시절 친구들을 떠올리고 그들에 대한 연민과 슬픔을 노래한다.

## 같이 보기
- 솟대
- 기러기목
- 기러기속
- 고니
- 거위
- 기러기발
- 흑기러기
- 회색기러기
- 쇠기러기
- 흰이마기러기
- 큰기러기
- 흰기러기
- 기러기 떼